# ITunes Festival: London 2012
Albums de One Direction
Up All Night
(2011) Take Me Home
(2012)
iTunes Festival: London 2012 est un EP live du boys band anglo-irlandais One Direction sorti le 20 septembre 2012 . L'EP contient 6 chansons qui sont disponibles en téléchargement numérique sur iTunes.

## Développement
Il a d'abord été annoncé, le 19 mai 2012, que les One Direction souhaitaient jouer au iTunes Festival London 2012 . Cet album a donc été enregistré en direct lors de ce festival musical au Roundhouse de Londres, en Angleterre, Royaume-Uni.

## Liste des pistes
| No | Titre                    | Durée |
| -- | ------------------------ | ----- |
| 1. | What Makes You Beautiful | 3:43  |
| 2. | One Thing                | 3:28  |
| 3. | Moments                  | 4:39  |
| 4. | More Than This           | 4:04  |
| 5. | Up All Night             | 3:44  |
| 6. | Na Na Na                 | 3:39  |

## Classements
| Chart (2012)     | Position |
| ---------------- | -------- |
| US Billboard 200 | 140      |

## Historique des sorties
| Pays        | Date              | Format                   | Label |
| ----------- | ----------------- | ------------------------ | ----- |
| Pays-Bas    | 20 septembre 2012 | Téléchargement numérique | Sony  |
| États-Unis  | 20 septembre 2012 | Téléchargement numérique | Sony  |
| Royaume-Uni | 20 septembre 2012 | Téléchargement numérique | Sony  |